# Bob- und Skeleton-Europameisterschaften 2022
Die Bob- und Skeleton-Europameisterschaften 2022, offiziell BMW IBSF European Championship, fanden vom 14. bis 16. Januar 2022 im schweizerischen St. Moritz auf dem Olympia Bob Run St. Moritz–Celerina  statt. Die Wettbewerbe im Bob und im Skeleton waren sowohl bei den Männern, als auch bei den Frauen gleichzeitig der letzte von acht Weltcup-Saisonwettbewerben.

## Zweierbob Männer
| Rang | Bob                                                | Lauf 1      | Lauf 1 | Lauf 2      | Lauf 2 | Gesamt      |
| Rang | Bob                                                | Zeit        | Rang   | Zeit        | Rang   | Zeit        |
| ---- | -------------------------------------------------- | ----------- | ------ | ----------- | ------ | ----------- |
| 1    | DeutschlandFrancesco Friedrich Thorsten Margis     | 1:05,89 min | 1      | 1:05,87 min | 1      | 2:11,76 min |
| 2    | DeutschlandJohannes Lochner Florian Bauer          | 1:06,14 min | 2      | 1:05,98 min | 2      | 2:12,12 min |
| 3    | RusslandRostislaw Gaitjukewitsch Michail Mordassow | 1:06,18 min | 3      | 1:06,03 min | 5      | 2:12,21 min |
| 4    | LettlandOskars Ķibermanis Matīss Miknis            | 1:06,31 min | 4      | 1:06,00 min | 3      | 2:12,31 min |
| 5    | GroßbritannienBrad Hall Nick Gleeson               | 1:06,38 min | 5      | 1:06,00 min | 3      | 2:12,38 min |
| 6    | DeutschlandChristoph Hafer Matthias Sommer         | 1:06,49 min | 6      | 1:06,20 min | 6      | 2:12,69 min |
| 7    | SchweizMichael Vogt Andreas Haas                   | 1:06,50 min | 7      | 1:06,36 min | 7      | 2:12,86 min |
| 8    | TschechienDominik Dvořák Jáchym Procházka          | 1:06,56 min | 9      | 1:06,37 min | 8      | 2:12,93 min |
| 9    | FrankreichRomain Heinrich Lionel Lefèbvre          | 1:06,57 min | 10     | 1:06,43 min | 9      | 2:13,00 min |
| 10   | ÖsterreichMarkus Treichl Markus Glück              | 1:06,50 min | 7      | 1:06,57 min | 10     | 2:13,07 min |
| 11   | LettlandEmīls Cipulis Ivo Dans Kleinbergs          | 1:06,64 min | 11     | 1:06,71 min | 11     | 2:13,35 min |
| 12   | ItalienPatrick Baumgartner Alex Verginer           | 1:06,72 min | 14     | 1:06,84 min | 12     | 2:13,56 min |
| 13   | NiederlandeIvo de Bruin Jelen Franjić              | 1:06,71 min | 13     | 1:06,97 min | 13     | 2:13,68 min |
| 14   | RusslandMaxim Andrianow Alexander Jefimow          | 1:06,68 min | 12     | 1:07,15 min | 15     | 2:13,83 min |
| 15   | RumänienMihai Țentea Nicolae Ciprian Daroczi       | 1:06,84 min | 15     | 1:07,06 min | 14     | 2:13,90 min |
| 16   | MonacoRudy Rinaldi Anthony Rinaldi                 | 1:07,05 min | 16     |             |        |             |
| 16   | GroßbritannienLamin Deen Sam Blanchet              | 1:07,05 min | 16     |             |        |             |

## Viererbob Männer
| Rang | Bob                                                                                  | Lauf 1      | Lauf 1 | Lauf 2      | Lauf 2 | Gesamt      |
| Rang | Bob                                                                                  | Zeit        | Rang   | Zeit        | Rang   | Zeit        |
| ---- | ------------------------------------------------------------------------------------ | ----------- | ------ | ----------- | ------ | ----------- |
| 1    | LettlandOskars Ķibermanis Edgars Nemme Matīss Miknis Dāvis Spriņģis                  | 1:04,69 min | 1      | 1:04,69 min | 2      | 2:09,38 min |
| 2    | DeutschlandFrancesco Friedrich Alexander Rödiger Martin Grothkopp Alexander Schüller | 1:04,88 min | 3      | 1:04,66 min | 1      | 2:09,54 min |
| 3    | RusslandRostislaw Gaitjukewitsch Michail Mordassow Alexei Laptew Pawel Trawkin       | 1:04,84 min | 2      | 1:04,82 min | 5      | 2:09,66 min |
| 4    | DeutschlandChristoph Hafer Tobias Schneider Matthias Sommer Michael Salzer           | 1:04,88 min | 3      | 1:04,80 min | 3      | 2:09,68 min |
| 5    | DeutschlandJohannes Lochner Florian Bauer Rasp Christian Christopher Weber           | 1:04,96 min | 6      | 1:04,80 min | 3      | 2:09,76 min |
| 6    | SchweizMichael Vogt Cyril Bieri Andreas Haas Luca Rolli                              | 1:04,94 min | 5      | 1:04,90 min | 6      | 2:09,84 min |
| 7    | GroßbritannienBrad Hall Greg Cackett Taylor Lawrence Nick Gleeson                    | 1:05,05 min | 7      | 1:04,92 min | 7      | 2:09,97 min |
| 8    | FrankreichRomain Heinrich Jerome Laporal Lionel Lefèbvre Thomas Delmestre            | 1:05,10 min | 8      | 1:05,28 min | 8      | 2:10,38 min |
| 9    | RusslandMaxim Andrianow Alexander Jefimow Dmitri Lopin Wassili Kondratenko           | 1:05,20 min | 9      | 1:05,33 min | 9      | 2:10,53 min |
| 10   | ÖsterreichMarkus Treichl Sebastian Mitterer Robert Eckschlager Markus Glück          | 1:05,34 min | 10     | 1:05,61 min | 11     | 2:10,95 min |
| 11   | NiederlandeIvo de Bruin Dennis Veenker Janko Franjić Jelen Franjić                   | 1:05,39 min | 11     | 1:05,58 min | 10     | 2:10,97 min |
| 12   | ItalienPatrick Baumgartner Alex Verginer Lorenzo Bilotti Costantino Ughi             | 1:05,49 min | 13     | 1:05,71 min | 13     | 2:11,20 min |
| 13   | GroßbritannienLamin Deen Sam Blanchet Greg Rutherford Luke Dawes                     | 1:05,61 min | 14     | 1:05,69 min | 12     | 2:11,30 min |
| 14   | TschechienDominik Dvořák Jáchym Procházka Michal Dobeš Ondřej Hrazdil                | 1:05,47 min | 12     | 1:05,89 min | 14     | 2:11,36 min |
| 15   | RumänienMihai Țentea Raul Constantin Dobre Cristian Radu Nicolae Ciprian Daroczi     | 1:05,71 min | 15     | –           | –      |             |
| 16   | LettlandEmīls Cipulis Krists Lindenblats Lauris Kaufmanis Ivo Dans Kleinbergs        | 1:05,99 min | 16     | –           | –      |             |

## Zweierbob Frauen
| Rang | Bob                                             | Lauf 1      | Lauf 1 | Lauf 2      | Lauf 2 | Gesamt      |
| Rang | Bob                                             | Zeit        | Rang   | Zeit        | Rang   | Zeit        |
| ---- | ----------------------------------------------- | ----------- | ------ | ----------- | ------ | ----------- |
| 1    | DeutschlandKim Kalicki Lisa Buckwitz            | 1:08,10 min | 3      | 1:07,40 min | 1      | 2:15,50 min |
| 2    | DeutschlandMariama Jamanka Kira Lipperheide     | 1:08,02 min | 1      | 1:07,52 min | 3      | 2:15,54 min |
| 3    | DeutschlandLaura Nolte Deborah Levi             | 1:08,10 min | 2      | 1:07,47 min | 2      | 2:15,57 min |
| 4    | RusslandNadeschda Sergejewa Julija Belomestnych | 1:08,43 min | 4      | 1:08,43 min | 4      | 2:16,86 min |
| 5    | RusslandLjubow Tschernych Julija Jegoschenko    | 1:08,69 min | 6      | 1:08,46 min | 5      | 2:17,15 min |
| 6    | SchweizMartina Fontanive Irina Strebel          | 1:08,53 min | 5      | 1:08,64 min | 8      | 2:17,17 min |
| 7    | GroßbritannienMica McNeill Adele Nicoll         | 1:08,71 min | 7      | 1:08,52 min | 7      | 2:17,23 min |
| 8    | RumänienAndreea Grecu Katharina Wick            | 1:09,05 min | 8      | 1:08,51 min | 6      | 2:17,56 min |
| 9    | RusslandAnastassija Makarowa Jelena Mamedowa    | 1:09,07 min | 9      | 1:08,74 min | 9      | 2:17,81 min |
| 10   | SchweizMelanie Hasler Nadja Pasternack          | 1:09,38 min | 10     | 1:08,90 min | 10     | 2:18,28 min |
| 11   | ItalienGiada Andreutti Elena Scarpellini        | 1:09,99 min | 11     | 1:09,89 min | 11     | 2:19,88 min |

## Monobob Frauen
| Rang | Athletin             | Nation      | Lauf 1      | Lauf 1 | Lauf 2      | Lauf 2 | Gesamt      |
| Rang | Athletin             | Nation      | Zeit        | Rang   | Zeit        | Rang   | Zeit        |
| ---- | -------------------- | ----------- | ----------- | ------ | ----------- | ------ | ----------- |
| 1    | Mariama Jamanka      | Deutschland | 1:11,91 min | 2      | 1:11,33 min | 1      | 2:23,24 min |
| 2    | Laura Nolte          | Deutschland | 1:11,79 min | 1      | 1:11,46 min | 2      | 2:23,25 min |
| 3    | Nadeschda Sergejewa  | Russland    | 1:12,26 min | 4      | 1:12,00 min | 3      | 2:24,26 min |
| 4    | Melanie Hasler       | Schweiz     | 1:12,20 min | 3      | 1:12,18 min | 6      | 2:24,38 min |
| 5    | Anastassija Makarowa | Russland    | 1:12,35 min | 5      | 1:12,05 min | 4      | 2:24,40 min |
| 6    | Karlien Sleper       | Niederlande | 1:16,62 min | 6      | 1:12,10 min | 5      | 2:24,72 min |
| 7    | Martina Fontanive    | Schweiz     | 1:12,67 min | 7      | 1:12,33 min | 7      | 2:25,00 min |
| 8    | Ljubow Tschernych    | Russland    | 1:12,82 min | 8      | 1:12,37 min | 8      | 2:25,19 min |
| 9    | Andreea Grecu        | Rumänien    | 1:12,88 min | 9      | 1:12,50 min | 9      | 2:25,38 min |
| 10   | Giada Andreutti      | Italien     | 1:13,72 min | 10     | 1:12,69 min | 10     | 2:26,41 min |

## Skeleton Männer
| Rang | Athlet                  | Nation         | Lauf 1      | Lauf 1 | Lauf 2      | Lauf 2 | Gesamt      |
| Rang | Athlet                  | Nation         | Zeit        | Rang   | Zeit        | Rang   | Zeit        |
| ---- | ----------------------- | -------------- | ----------- | ------ | ----------- | ------ | ----------- |
| 1    | Martins Dukurs          | Lettland       | 1:07,01 min | 1      | 1:07,38 min | 1      | 2:14,39 min |
| 2    | Alexander Gassner       | Deutschland    | 1:07,46 min | 3      | 1:07,38 min | 1      | 2:14,84 min |
| 3    | Christopher Grotheer    | Deutschland    | 1:07,43 min | 2      | 1:07,47 min | 6      | 2:14,90 min |
| 4    | Nikita Tregubow         | Russland       | 1:07,53 min | 5      | 1:07,51 min | 8      | 2:15,04 min |
| 5    | Axel Jungk              | Deutschland    | 1:07,62 min | 7      | 1:07,42 min | 3      | 2:15,04 min |
| 6    | Vladislav Semenov       | Russland       | 1:07,60 min | 6      | 1:07,45 min | 5      | 2:15,05 min |
| 7    | Tomass Dukurs           | Lettland       | 1:07,69 min | 8      | 1:07,43 min | 4      | 2:15,12 min |
| 8    | Alexander Tretjakow     | Russland       | 1:07,78 min | 9      | 1:07,47 min | 6      | 2:15,25 min |
| 9    | Matt Weston             | Großbritannien | 1:07,78 min | 9      | 1:07,74 min | 9      | 2:15,52 min |
| 10   | Wladyslaw Heraskewytsch | Ukraine        | 1:07,84 min | 11     | 1:07,83 min | 11     | 2:15,67 min |
| 11   | Alexander Schlintner    | Österreich     | 1:07,94 min | 13     | 1:07,79 min | 10     | 2:15,73 min |
| 12   | Samuel Maier            | Österreich     | 1:07,46 min | 3      | 1:08,50 min | 15     | 2:15,96 min |
| 12   | Amedeo Bagnis           | Italien        | 1:08,09 min | 14     | 1:07,92 min | 12     | 2:16,01 min |
| 14   | Mattia Gaspari          | Italien        | 1:07,91 min | 12     | 1:08,24 min | 13     | 2:16,15 min |
| 15   | Marcus Wyatt            | Großbritannien | 1:08,20 min | 15     | 1:08,44 min | 14     | 2:16,64 min |
| 16   | Mihail Sebastian Enache | Rumänien       | 1:08,31 min | 16     |             |        |             |
| 17   | Ronald Auderset         | Schweiz        | 1:08,38 min | 17     |             |        |             |
| 18   | Craig Thompson          | Großbritannien | 1:08,40 min | 18     |             |        |             |
| 19   | Ander Mirambell         | Spanien        | 1:08,42 min | 19     |             |        |             |
| 20   | Jared Firestone         | Israel         | 1:09,10 min | 20     |             |        |             |
| 21   | Lucas Defayet           | Frankreich     | 1:09,42 min | 21     |             |        |             |
| DNS  | Jean Jacques Buff       | Schweiz        |             |        |             |        |             |

## Skeleton Frauen
| Rang | Athletin               | Nation         | Lauf 1      | Lauf 1 | Lauf 2      | Lauf 2 | Gesamt      |
| Rang | Athletin               | Nation         | Zeit        | Rang   | Zeit        | Rang   | Zeit        |
| ---- | ---------------------- | -------------- | ----------- | ------ | ----------- | ------ | ----------- |
| 1    | Kimberley Bos          | Niederlande    | 1:08,89 min | 1      | 1:08,73 min | 1      | 2:17,62 min |
| 2    | Janine Flock           | Österreich     | 1:09,16 min | 2      | 1:09,20 min | 3      | 2:18,36 min |
| 3    | Valentina Margaglio    | Italien        | 1:09,53 min | 4      | 1:08,95 min | 2      | 2:18,48 min |
| 4    | Hannah Neise           | Deutschland    | 1:09,47 min | 3      | 1:09,51 min | 6      | 2:18,98 min |
| 5    | Tina Hermann           | Deutschland    | 1:09,63 min | 5      | 1:09,52 min | 7      | 2:19,15 min |
| 6    | Jelena Nikitina        | Russland       | 1:09,76 min | 6      | 1:09,46 min | 4      | 2:19,22 min |
| 7    | Jacqueline Lölling     | Deutschland    | 1:09,99 min | 9      | 1:09,50 min | 5      | 2:19,49 min |
| 8    | Alina Tararytschenkowa | Russland       | 1:09,83 min | 7      | 1:09,79 min | 8      | 2:19,62 min |
| 9    | Anna Fernstädt         | Tschechien     | 1:09,89 min | 8      | 1:09,83 min | 10     | 2:19,72 min |
| 10   | Julija Kanakina        | Russland       | 1:10,11 min | 10     | 1:09,81 min | 9      | 2:19,92 min |
| 11   | Laura Deas             | Großbritannien | 1:10,15 min | 11     | 1:10,33 min | 11     | 2:20,48 min |
| 12   | Endija Tērauda         | Lettland       | 1:11,15 min | 12     |             |        |             |
| 13   | Leslie Stratton        | Schweden       | 1:11,40 min | 13     |             |        |             |
| 14   | Crowley Brogan         | Großbritannien | 1:11,78 min | 14     |             |        |             |
| 15   | Shannon Galea          | Malta          | 1:13,55 min | 15     |             |        |             |
| 16   | Ana Torres Quevedo     | Spanien        | 1:14,92 min | 16     |             |        |             |

## Medaillenspiegel
| Platz  | Land        | Gold | Silber | Bronze | Gesamt |
| ------ | ----------- | ---- | ------ | ------ | ------ |
| 1      | Deutschland | 3    | 5      | 2      | 10     |
| 2      | Lettland    | 2    | –      | –      | 2      |
| 3      | Niederlande | 1    | –      | –      | 1      |
| 4      | Österreich  | –    | 1      | –      | 1      |
| 5      | Russland    | –    | –      | 3      | 3      |
| 6      | Italien     | –    | –      | 1      | 1      |
| Gesamt | Gesamt      | 6    | 6      | 6      | 18     |